# Стенвинкель Младший, Ганс ван
Ганс ван Стенвинкель Младший (дат. Hans van Steenwinckel den yngre; 24 июня 1587, Копенгаген — 6 августа 1639, там же) — датский архитектор и скульптор фламандского происхождения.

## Жизнь и творчество
Г.ван Стенвинкель происходил из фламандской фамилии художников и скульпторов Стенвинкель, жившей и работавшей в XVI—XVII веках в Дании. Как и сам Г. ван Стенвинкель-младший, так и его отец — Ганс ван Стенвинкель-старший, и сын — Ганс, занимали пост королевского архитектора.
Стенвинкель-младший обучался мастерству сперва у своего отца, в Хальмстаде, а затем, с 1602 года — в Голландии. Вернувшись в Данию, принимал участие в сооружении замка Фредериксборг. В 1619 году он назначается генеральным архитектором и начинает строительство здания копенгагенской биржи — Бёрсен. Позднее он перенимает возведение крепости Варберг, начатое ещё его отцом. В 1629 Стенвинкель-младший занимается восстановлением пострадавшего при пожаре дворца Кронборг. К 1634 году он строит для короля Кристиана IV дворец Розенборг. В 1637 году архитектор начинает строительство башни Рундеторн, оконченное уже после его смерти. В 1639 году он делает планировку построенного к 1644 году для сына короля Кристиана IV, Вальдемара Кристиана, дворца Вальдемарс Слот на острове Тосинге.